# Sebastião Pinheiro Raposo
Sesbastião Pinheiro da Fonseca Raposo, ou Pinheiro Raposo, foi um bandeirante descrito por Silva Leme no volume III página 543 de sua «Genealogia Paulistana». Ele foi o primeiro a descobrir ouro no estado da Bahia, Brasil, no Rio de Contas.
Acompanhou as diligências de seu irmão Domingos Rodrigues da Fonseca Leme e do cunhado de ambos, Garcia Rodrigues Pais.[carece de fontes?]
Primeiro casou com Potência Leite do Prado e depois Isabel Ribeiro de Alvarenga; em 1686 seguiu com Garcia e o irmão para as Minas Gerais atuais, fazendo pesquisas no local onde haviam sido achadas esmeraldas. Talvez por causa da maleita, nada fizeram. Em 1710 em São Paulo, foi descrito como «homem de toda inteireza e verdade».[carece de fontes?]
Com a patente de coronel, em 1713, obteve de Brás Baltazar da Silveira, provisão para nova expedição bandeirante. Partiu com seu filho Antonio Raposo Tavares e o sobrinho Antonio de Almeida Lara e vários outros homens livres e escravos, chegando na serra da Tromba em Rio de Contas - sertão da Bahia, onde descobriu ouro  entre 1713 e 1719. Das minas do rio das Contas seguira até Maranhão, Piauí e Ceará, onde fora assassinado com o irmão, pelo português Manuel de Almeida Braga em 1720.